# Бразда, Павел
Павел Бразда (21 августа 1926, Брно — 17 декабря 2017) — чешский художник.

## Биография
Павел Бразда родился в семье довоенной элиты.  Отец был одним из лидеров Аграрной партии Чехословакии, его мать была племянницей Карела Чапека.
Первая выставка Павла Бразды и спутницы его жизни Веры Новаковой прошла в 1991 году в Праге.

## Цитаты
- «Павел Бразда — типичная жертва чешской ограниченности. Его творчество развивалось в полной изоляции, его не признавал ни официальный художественный мир, ни оппозиционные круги. К альтернативным художникам его причислять не желали, на важные выставки и в картинные галереи его работы не принимали даже после 1989 года. Решусь сказать, что это случилось именно потому, что его творчество было самобытным, находилось в русле мирового искусства. Павел Бразда — настоящий европеец, его картины близки британскому поп-арту, опирающемуся на классическую технику: ей он остается верен. Бразда критически относится к тому, что мы именуем цивилизацией. Так что его работы принципиально отличаются от поп-арта американского, который, благодаря своей формальной упрощенности и декларативному восхвалению техники, заискивал перед публикой и поэтому стал более популярным» — Нелли Павласкова, 2009.
- «Даже в подполье Бразда, однако, остался аутсайдером, и его живопись оценили впервые только в 1990-е, когда директор пражской Национальной галереи Милан Книжак приобрел несколько работ в коллекцию и определил их в постоянную экспозицию. Бразда действительно уникум. Его работы сравнивают с британским поп-артом, но у фантасмагорий Бразды мало общего с обложкой диска Beatles „Клуб одиноких сердец сержанта Пеппера“ или пейзажами Дэвида Хокни. Настроение в основном если не похоронное, то продуманно скептическое, что не редкость для Чехии, исправно поставляющей в копилку мировой культуры образчики готического ужаса, от литературы Кафки и того же Чапека до мультфильмов Яна Шванкмайера»[4] — Валентин Дьяконов, 2013.